# Marcel Zadi Kessy
Pour les articles homonymes, voir Zadi et Kessy.
Marcel Zadi Kessy, né en 1936 à Yacolidabouo dans le département de Soubré et mort le 13 octobre 2020, est une personnalité politique ivoirienne.

## Biographie
Marcel Zadi Kessy naît en 1936 à Yacolidabouo, dans le département de Soubré, dans la région du sud-ouest de la Côte-d'Ivoire. Il fait des études d'ingénieur des techniques d'équipement rural puis entre dans l'administration ivoirienne, d'abord au ministère de l'Agriculture, puis chez Satmaci, une société d'État chargée du développement agricole.
Au début des années 1970, Marcel Zadi Kessy quitte le secteur public ivoirien pour la société de distribution d'eau de la Côte d'Ivoire, qui est la première société privée de distribution d'eau en Afrique. Après avoir occupé successivement les fonctions de chef de service, de directeur de département, de directeur général adjoint et de directeur général, Marcel Zadi Kessy devient président-directeur général en 1985.
En 1990, à la création de la compagnie ivoirienne d'électricité, lors de la privatisation du secteur électrique ivoirien, Marcel Zadi Kessy en devient également le président-directeur général.
Il cumule ainsi pendant plus de dix ans les fonctions de PDG des deux sociétés, qui ont en charge l'exploitation des services publics d'eau et d'électricité en Côte d'Ivoire. À partir de juin 2002, il est président des conseils d'administration des deux entreprises.
Marcel Zadi Kessy assume d'autres fonctions sur le plan international : il est président fondateur de l'Union africaine des distributeurs d'eau (devenue Association africaine de l'eau) et est membre du conseil d'administration de l'Association internationale de l'eau (AIE).
Il exerce par ailleurs la fonction d'administrateur dans plusieurs sociétés (Ecobank, CIPREL, Gras Savoye, etc.). Il est Président du Conseil d'administration de la société africaine d'eau minérale (SADEM), ancienne filiale de la SODECI qu'il a fondée et qui distribue la marque AWA.
En 2009, à la suite de l'entrée des entreprises qu'il dirige dans le capital de Finagestion, il est nommé président du conseil d'administration de cette société de droit français.

### Principales fonctions
- Président du Conseil économique et social de Côte d'Ivoire de mai 2011 à juin 2016[3]
- Président du conseil d'administration de la CIE et de la SODECI de juin 2002 à mai 2011[4]
- Président du Conseil national du patronat ivoirien de 1993 à 1998[5]

## Distinctions
- Grand officier de l’Ordre national de Côte d'Ivoire[6]
- Chevalier de l’Ordre national de la Légion d'honneur
- Docteur honoris causa du Réseau des universités des sciences et technologies des pays d'Afrique au sud du Sahara[7]

## Publications
- Marcel Zadi Kessy, Culture africaine et gestion de l'entreprise moderne, CEDA, 1998 (ISBN 2863942913)
- Marcel Zadi Kessy, Développement de proximité et gestion des communautés villageoises, Eburnie, 2004 (ISBN 2847700757)
- Marcel Zadi Kessy, Responsabilité politique et développement de proximité, SECOM, 2007 (ISBN 2952691428)
- Marcel Zadi Kessy et Jean-Luc Mouton, Renaissances africaines, Ilots de résistance, 2010 (ISBN 2917088109)

## Citation
« L'époque coloniale, malgré les dégâts causés, a transmis à l'Afrique, à travers la culture technicienne et scientifique, les germes du changement. Et surtout, une ouverture à d'autres cultures. »

— Marcel Zadi Kessy